# 新都橋
新都橋（しんみやこばし）は有明西運河をまたぎ東京都江東区有明と港区台場を結ぶ橋である。

## 概要
同運河をまたぐのぞみ橋、有明橋、青海橋、夢の大橋、あけみ橋と平行するように架かる。
車道は湾岸道路の北方向への一方通行で、南側には歩道は無い。上には首都高速道路の有明ジャンクションがある。

## アクセス
- ゆりかもめお台場海浜公園駅から徒歩3分。
- りんかい線東京テレポート駅から徒歩3分。

## 周辺施設
- 有明スポーツセンター
- 有明清掃工場
- 有明テニスの森公園
- 東京臨海副都心
- 武蔵野大学有明キャンパス